# Trận Linge
Trận Linge là một trận đánh trong cuộc Chiến tranh thế giới thứ nhất, kéo dài từ ngày 20 tháng 7 cho đến ngày 15 tháng 10 năm 1915, giữa quân đội Pháp và Đế quốc Đức. Trận chiến đã diễn ra tại cao điểm Linge gần Hohrod tại khu hành chính Haut-Rhin. Trận chiến này là một phần của hàng loạt đợt tấn công của quân đội Pháp tại dãy núi Vosges nhằm tạo một bàn đạp cho họ đánh chiếm vùng đồng bằng Alsace sau này. Trận Linge là một trong những cuộc đụng độ đẫm máu nhất trong cuộc chiến tranh, và các đơn vị dân quân Bayern của quân đội Đức đã bẻ gãy được các đợt tấn công dồn dập của bộ binh sơn chiến Pháp, gạy cho một trong những lực lượng tinh nhuệ nhất của đối phương nhiều tổn thất.
Vào ngày 20 tháng 7 năm 1915, quân đội Pháp đã phát động cuộc tiến công đầu tiên của mình vào Linge. Sau một cuộc pháo kích dữ dội trong vòng 10 tiếng đồng hồ, các tiểu đoàn Chasseur của Pháp đã đột chiếm các vị trí của quân đội Đức, chiếm giữ đỉnh của cao điểm Linge về bên trái và Barren về bên phải. Tuy nhiên, người Đức vẫn giữ vững vị trí của họ tại Schratzmannele. Một tràng đạn súng máy của quân Đức nhằm vào hai bên sườn của quân Pháp đã buộc các lực lượng Chasseur phải rút xuống ẩn náu ở các vị trí phía dưới các sườn đồi. Mấy ngày sau, quân Pháp lại mở một đợt tấn công khác, và kéo dài trong vòng gần 1 tháng. Cứ 1 tuần thì các cao điểm lại đổi chủ hai lần. Mặc dù người Pháp tuyên bố là họ đã chiếm được toàn bộ các mục tiêu vào ngày 22 tháng 8, trên thực tế, bằng sự phối hợp hài hòa giữa đạn pháo với hơi độc, lựu đạn và súng trường, quân Bayern đã tái chiếm chiến tuyến Lingekopf - Barrenkopf về tay mình và đẩy lui các đợt phản công của quân Pháp. Súng phun lửa cũng đã được quân Đức sử dụng hiệu quả trong trận chiến. Sau khi trận đánh này kết thúc vào tháng 10, tiền tuyến giữa hai phe tại cao điểm Linge không có gì thay đổi, và tình trạng này vẫn tiếp tục kéo dài cho đến khi chiến sự kết thúc.
Những cuộc thảm sát các lực lượng tinh nhuệ của Pháp tại Vosges, mà một phần là thất bại của quân sơn chiến Pháp tại Linge, đã góp phần thể hiện sự khó khăn không nhỏ đối với phe Hiệp Ước trong chiến tranh. Kể từ ngày 11 tháng 10 năm 1920, cao điểm Linge đã được phân loại như là một di tích lịch sử.